# Charles Melton
Pour les articles homonymes, voir Melton.
Charles Melton, né le 4 janvier 1991 à Juneau (Alaska), est un acteur et mannequin américain.
Il est notamment connu pour interpréter le personnage de comics Reggie Mantle dans la série télévisée Riverdale et pour son interprétation dans la comédie romantique, Mon étoile solaire.

## Biographie
Charles Michael Melton est né à Juneau en Alaska, et passe son enfance à Manhattan, dans le Kansas. Il a des origines coréennes et cherokees.
Il a étudié à l'université d'État du Kansas où il joue dans l'équipe de football américain. Il abandonne ses études au bout deux ans pour se lancer dans une carrière d'acteur.

## Carrière
En 2017, Charles Melton rejoint le casting à partir de la deuxième saison de la série Riverdale basée sur les personnages d'Archie Comics. Il remplace l'acteur Ross Butler, à la suite de son départ de la série pour interpréter le rôle de Reginald « Reggie » Mantle. En mai 2016, la série est officiellement commandée. Elle est diffusée depuis le 26 janvier 2017 sur le réseau The CW et aussi sur Netflix.
En décembre 2018, il est annoncé qu'il rejoint la distribution du film d'action, Bad Boys for Life, réalisé par Adil El Arbi et Bilall Fallah. Il sera aux côtés des acteurs Will Smith, Martin Lawrence et Vanessa Hudgens. Le film sort en France le 22 janvier 2020.
En février 2019, Melton est annoncé qu'il sera à l'affiche de la comédie romantique, Mon étoile solaire (The Sun Is Also a Star) avec Yara Shahidi, réalisé par Ry Russo-Young. Le film sort en France le 19 juin 2019. Le film est adapté du roman à succès du même nom de Nicola Yoon, auteure du best-seller du New York Times qui a été adapté en film, en 2017, sous le même nom Everything, Everything,.
En 2023, il est à l'affiche du film May December, aux côtés de Natalie Portman et Julianne Moore, où il est nommé aux Golden Globes, dans la catégorie Meilleure performance d'un acteur masculin dans un second rôle. Réalisée par Todd Haynes, la comédie dramatique est librement inspirée de l'histoire vraie de Mary Kay Letourneau.

## Vie privée
Entre le 23 août 2018 et le 5 décembre 2019,,  Charles Melton est en couple avec l'actrice Camila Mendes, rencontrée sur le tournage de la série télévisée Riverdale,.
En avril 2022, il s'affiche en couple aux côtés de l'actrice Chase Sui Wonders.
En mai 2023, il fréquente pendant quelques mois l'actrice Chloe Bennet, ils se séparent en fin d'année. 

## Filmographie

### Cinéma

#### Longs-métrages
- 2018 : The Thinning: New World Order de Michael J. Gallagher : Cage
- 2019 : Mon étoile solaire (The Sun Is Also a Star) de Ry Russo-Young : Daniel Bae
- 2020 : Bad Boys for Life d'Adil El Arbi et Bilall Fallah : Harry Doyle
- 2020 : Mainstream de Gia Coppola : lui-même
- 2021 : Heart of Champions de Michael Mailer : Chris
- 2022 : Base secrète (Secret Headquarters) de Henry Joost et Ariel Schulman : Hawaï
- 2023 : May December de Todd Haynes : Joe Yoo
- 2025 : Warfare de Ray Mendoza et Alex Garland
- 2026 : Her Private Hell de Nicolas Winding Refn

#### Courts-métrages
- 2015 : Bad Friend de Patrick Sebes : Colin
- 2015 : Faces Without Eyes de Patrick Sebes : Doc
- 2016 : The Channel de Patrick Sebes : Chris
- 2022 : Wake de Chase Sui Wonders : Hank

### Télévision

#### Séries télévisées
- 2014 : Glee, saison 5, épisode 14 New New York de Sanaa Hamri : un mannequin
- 2015-2016 : American Horror Story : Hotel, saison 5, épisode 6 Room 33 et 12 Be Our Guest : Mr. Wu (2 épisodes)
- 2017-2023 : Riverdale :  Reginald « Reggie » Mantle (rôle principal) / Ricky Mantle adolescent (saison 3, épisode 4)
- 2021 : American Horror Stories, épisode 4, The Naughty List réalisé par Max Winkler : Wyatt
- 2023 : Poker Face, épisode 7 The Future of the Sport réalisé par Iain B. MacDonald : Davis McDowell
- 2023 : History of the World Part II, épisodes 1, 3 et 4 : Joshy Mudman

### Clips vidéo
- 2019 : Break Up with Your Girlfriend, I'm Bored d'Ariana Grande, réalisé par Hannah Lux Davis
- 2025: Love Hangover de JENNIE

## Discographie

### Bande-originale
- 2019 : Riverdale: Original Television Soundtrack - Special Episode: "Heathers The Musical" (3 chansons)

## Voix françaises
En France, François Santucci est la voix française ayant le plus doublé Charles Melton.
En France
- François Santucci dans :
  - Riverdale[17] (série télévisée, 1re voix)
  - Bad Boys for Life[18]
  - Mon étoile solaire
- Nicolas Duquenoy dans :
  - Riverdale[16] (série télévisée, 2e voix)
  - Warfare

Et aussi
- Benoît Cauden dans Mainstream[16]
- Arthur Khong dans Poker Face (série télévisée)
- Maxime van Santfoort dans May December

Au Québec
- Jérémie Desbiens dans Mon étoile solaire
- François-Simon Poirier dans Mauvais Garçons pour la vie

## Distinction

### Nomination
- Golden Globes 2024 : Meilleur acteur dans un second rôle pour May December